# ビッグショット (特殊効果)
有限会社ビッグショットは、主にテレビ・映画の特殊効果を手掛ける日本の企業。

## 概要
火薬による特殊効果、その中でも銃の発砲・弾着の演出効果に特化している。それまでTV・映画における銃器類の特殊効果は、小道具係が片手間で扱うものだった。
主宰者である納富貴久男（のうとみ きくお）が、モデルガンメーカーMGC退職後に「てっぽう屋」を発足。後に「BIGSHOT」として法人化した。納富は学生時代から自主映画を作っており、映画的素養にも優れていた。
納富は押井守監督の『ケルベロス 地獄の番犬』オーディオコメンタリーに出演、逆に監修した著書「BIG SHOT 日本映画のガンエフェクト」には押井が帯文を寄稿、インタビューを受けるなど繋がりが深い。
東映Vシネマ『クライムハンターシリーズ』で一躍注目を集めた。シリーズ中一貫して展開された派手なガンアクションを支えた発砲・弾着シーンの演出技術が、日本中を驚かせた。以降、ビッグショットの名は日本のTV・映画界に欠かせない存在となった。
2021年、納富貴久男が第44回日本アカデミー賞協会特別賞を受賞した。

## 参加作品一例
- 紅い眼鏡/The Red Spectacles
- アップルシード（実写プロモーションビデオの特殊効果を担当）
- 華麗なる追跡 THE CHASER
- あぶない刑事シリーズ
- あいつがトラブル
- クライムハンターシリーズ（ガン・アドバイザー）
- 狙撃 THE SHOOTIST
- XX（ダブルエックス）シリーズ
- GHOST IN THE SHELL / 攻殻機動隊（銃器監修）
- 女がいちばん似合う職業
- 西部警察 SPECIAL
- その男、凶暴につき
- ケルベロス-地獄の番犬
- トーキング・ヘッド
- ゴルゴ13（銃器監修）
- BLOODY MONDAY
- ベイシティ刑事
- いつかギラギラする日
- KILLERS キラーズ
- 天使の牙B.T.A.
- 戦国自衛隊1549
- 劇場版 仮面ライダー電王&キバ クライマックス刑事
- 新宿インシデント
- 仮面ライダーW FOREVER AtoZ/運命のガイアメモリ
- ワイルド7
- 仮面ライダー×仮面ライダー フォーゼ&オーズ MOVIE大戦MEGA MAX
- 悪の教典
- 仮面ライダー×仮面ライダー ウィザード&フォーゼ MOVIE大戦アルティメイタム
- SPEC〜警視庁公安部公安第五課 未詳事件特別対策係事件簿〜シリーズ
- リアル〜完全なる首長竜の日〜
- ASSAULT GIRLS
- アウトレイジ
- アウトレイジ ビヨンド
- GONIN
- 黒の天使 Vol.1
- 図書館戦争シリーズ
- 東京無国籍少女
- 亜人